# Thrincotropis karruensis
Thrincotropis karruensis is een rechtvleugelig insect uit de familie Pamphagidae. De wetenschappelijke naam van deze soort is voor het eerst geldig gepubliceerd in 1960 door Brown.